# Philipp Wilhelm van Heusde

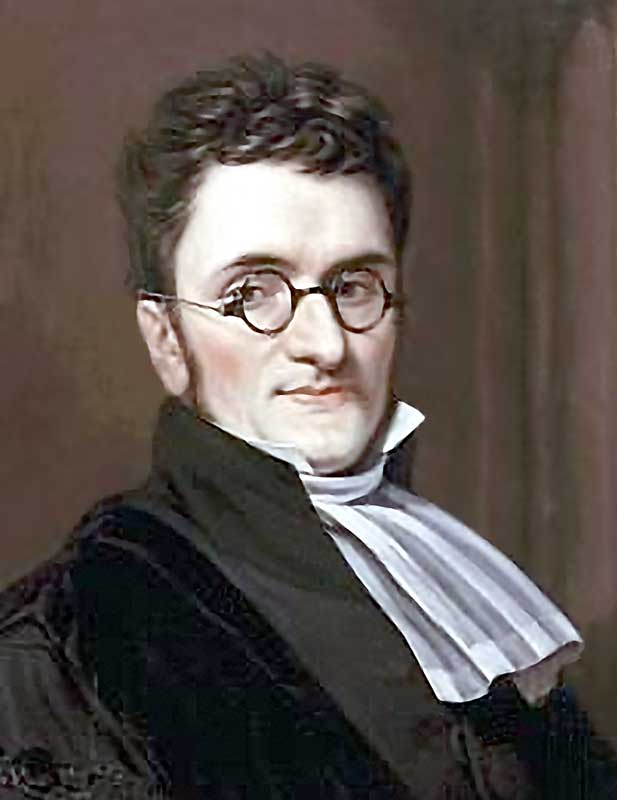
Philipp Wilhelm van Heusde

Philipp Wilhelm van Heusde (auch: Philip Willem van Heusden, Philippe Guillaume van Heusde; * 17. Juni 1778 in Rotterdam; † 28. Juli 1839 in Genf) war ein niederländischer Philosoph, Historiker, Philologe, Bibliothekar und Rhetoriker.

## Leben

### Herkunft und erste Lebensjahre
Van Heusde stammte aus einer angesehenen Rotterdamer Familie, die in Den Haag ihre Wurzeln hatte. Sein Vater Cornelis van Heusde (* 14. Mai 1737 in Rotterdam; † 23. Juli 1809 ebenda) stammte aus der Kaufmannsfamilie des Johannes van Heusde (* 22. März 1698 in Rotterdam; † 4. Juli 1766 ebenda) und dessen Frau Maria Blom (~ 22. Mai 1704 in Delft; † 17. Mai 1760 in Rotterdam), der Tochter des Dr. Cornelius Blom und der Elisabeth Geus. Sein Vater hatte sich am 22. Oktober 1761 mit der Abhandlung de Donatione ob liberos post eam susceptos non revocanda an der Universität Leiden zum Doktor der Rechte promoviert. Von 1765 bis 1782 hatte er das Waisenhaus in Rotterdam geleitet, betätigte sich als Kommissar der Schiffe in Rotterdam und kam 1787 in den Rotterdamer Stadtrat.
Seine Mutter Katharina Josina Wybo (* 16. Februar 1743 in Middelburg; † 28. Januar 1807) war die Tochter des Dr. Bartholomäus Wybo und dessen Frau Petronella la Croix. Sie wird als eine gebildete und unternehmungslustige Person geschildert, die in ihrer Entwicklung stark an den Werten des kirchlichen Lebens haftend ihren Alltag bewältigte. Als viertes von fünf Kindern wurde Heusde in einem Umfeld erzogen, das religiös supernaturalistisch geprägt war. So erwarb er sich in seiner Heimatstadt Einsichten und Erfahrungen, die seinen Charakter und seine Lebensart herausbildeten und nachhaltig prägten. Der Besuch der Schule seines Geburtsortes ließ in ihm den Wunsch erwachen, sich wissenschaftlichen Themen zuzuwenden.

### Gymnasialbildung
Der Vater unterstützte seinen Sohn, indem er ihn zur weiteren Bildung nach Delft schickte und dafür sorgte, dass er das Erasmusgymnasium in Rotterdam besuchen konnte. Hier fand er im Unterricht vielfältige Anregungen, er erlernte die griechische Sprache, beschäftigte sich mit lateinischer Poesie und den Schriften der klassischen Autoren. Vor allem Johann Adam Nodell (1754–1814) war es, der ihm ein Gefühl für die Eleganz und die Schönheit des Klassizismus vermitteln konnte. Nach absolvierter Ausbildung verließ Van Heusde am 21. Dezember 1794 mit der Rede De Claudio Civili die schulische Einrichtung, blieb aber weiter in Rotterdam, wo er in der Bibliothek von Nodell seine Ausbildung fortsetzte und sich mit den Schriften von Platon und Frans Hemsterhuis vertraut machte. Auch die Schriften der aufgeklärten Denker wie Voltaire und Jean-Jacques Rousseau wurden damals Gegenstand seiner Forschungen.
Besonders hatte er dabei eine Vorliebe für die Mythen entwickelt, die ihn in seiner gefühlvollen Vorstellung faszinierten. Nodell war es auch, der ihm 1797 riet, nach Amsterdam an das dortige Athenaeum Illustre zu wechseln. Weil sein Vater wünschte, dass er sich den Rechtswissenschaften widmen möge, besuchte er hier die Vorlesungen von Hendrik Constantijn Cras in den Rechtswissenschaften. Zudem setzte sich Heusde bei Jean Henri van Swinden mit physikalischen und astronomischen Themen auseinander und fand schließlich besonders in Daniel Wyttenbach einen ausgezeichneten Kenner der klassischen Autoren. In Amsterdam setzte er sich auch mit den französischen und deutschen Philosophen auseinander. Vor allem die Schriften von Friedrich Heinrich Jacobi erweckten in ihm den Drang, die Künste und Wissenschaften philosophisch-enzyklopädisch zu ordnen.

### Studium
Heusde folgte Wyttenbach, als er sich am 18. September 1800 in die Matrikel der Universität Leiden eintrug. In Leiden hatte er, dem Wunsch des Vaters folgend, zunächst Vorlesungen an der juristischen Fakultät bei Dionysius Godefridus van der Keessel (1738–1816) verfolgt. Um seinen eigenen Neigungen nachzugehen, besuchte er zudem die Vorlesungen zur Geschichte von Adrian Kluit (1735–1807) und die philosophischen Vorlesungen zur Literatur bei Matthijs Siegenbeek (1774–1854). Während seiner universitären Ausbildung hielt er sich auch zwei Monate in Paris auf, wo er viele italienische Kunstwerke untersuchen konnte. Während jener Zeit entstand seine Rede De pulchri amore, in der er seine Gedanken über den Sinn für das Schöne erklärte.
Bereits 1801 hatte er von den Kuratoren der Leidener Hochschule den Auftrag erhalten, die Manuskripte von David Ruhnken in der Leidener Universitätsbibliothek auszuwerten. Sie enthielten griechische Scholien zu Platon, die Ruhnken bereits bearbeitet hatte, aber nicht mehr veröffentlichen konnte. Das Ergebnis seiner Studien war eine Abhandlung Specimen criticum de Platone (frei übersetzt: Eine spezielle Kritik des Platos), die von seinem Leidener Hochschullehrer Wyttenbach besonders gelobt wurde. Die Schrift fand auch in der Gelehrtenwelt durch den philologischen Bibliothekar Christian Gottlob Heyne, den Utrechter Theologieprofessor Gisbert Bonnet und den Joachimsthaler Philologen Philipp Karl Buttmann (1764–1829) würdige Anerkennung. Für diese Schrift soll er zudem zum Doktor der philosophischen Literatur promoviert worden sein. Am 14. September 1803 promovierte er mit der Abhandlung Theses juris zum Doktor der Rechte und erhielt durch seinen Lehrer Wyttenbach eine Empfehlung für die Utrechter Hochschule.

### Hochschullehrerzeit
Für die Kuratoren der Universität Utrecht kam dieser Vorschlag nicht ungelegen, denn die dortigen Professoren Christoph Saxe und Carolus Segaar waren in der Folge ihres hohen Alters kaum noch den Anforderungen des Hochschulbetriebes jener Zeit gewachsen. Die Kuratoren sahen in Van Heusde eine Person, die die beiden Veteranen der Utrechter Hochschule ausgezeichnet ergänzen konnte. Sie beriefen ihn daher am 10. Oktober 1803 zum Professor. Kurz nach seiner Berufung starb bereits Segaar, dessen Amt als Professor der griechischen Sprache er übernahm, und er wurde zudem Professor der Geschichte, Archäologie und Rhetorik, welche Aufgabe er am 26. Januar 1804 mit der Abhandlung De antiqua eloquentia cum recentiore comparata antrat. Nachdem Saxe 1806 gestorben war, übernahm er auch dessen ordentlichen Lehrstuhl und wurde in jenem Jahr erstmals zum Rektor der Alma Mater gewählt. Dieses Amt legte er 1807 mit der Rede de vi et efficacia quam ad exeolendas recentiores gentes antiquae habuerient literae nieder und übergab es Johannes Theodorus Rossijn.
Heusde war zu seiner Zeit über die Ländergrenzen der Niederlande eine weit geachtete Persönlichkeit, der auch bei seinen Studenten außerordentlich beliebt war. Drei Angebote für einen Lehrstuhl an der Universität Leiden erhielt er. Den ersten Ruf erhielt er 1807, um Johann Luzac (1746–1807) zu ersetzen, den zweiten 1820, als ihm Wyttenbachs Lehrstuhl angeboten wurde, und als Elias Annes Borger (1784–1820) starb, erhielt er den dritten Ruf. Alle diese Angebote schlug er aus und wurde zum repräsentativen Aushängeschild der Utrechter Hochschule. 1818 wurde er nach dem Tod von Sebald Rau Bibliothekar der Universitätsbibliothek Utrecht, die 1820 im alten Palast des Königs Ludwig ein neues Heim fand. In dieser Funktion veröffentlichte er 1835 einen Katalog derselbigen. Er wurde Kurator der Universität und Ritter des niederländischen Löwen. Zudem war er Mitglied vieler aus- und inländischer Gelehrtengesellschaften der Literatur und Geschichte.
So war er am 7. November 1803 moderierendes Mitglied der Gesellschaft der Künste und Wissenschaften in Utrecht, deren Vorsitz er am 19. Juni 1805 übernahm. Am 3. Juli 1803 war er Mitglied der Gesellschaft für niederländische Literatur und Literaturwissenschaften in Leiden (Maatschappij der Nederlandsche Letterkunde), am 22. Oktober 1806 wurde er Mitglied der Königlich Seeländischen Gesellschaft der Wissenschaften in Middelburg, am 21. Mai 1808 wurde er Mitglied der niederländischen Gesellschaft der Wissenschaften in Haarlem, am 6. Juli 1808 Mitglied der königlich-niederländischen Akademie der Wissenschaften, im Oktober 1811 wurde er Mitglied der lateinischen Gesellschaft Jena, im Juli 1812 Mitglied der Königlich-preußischen Akademie der Wissenschaften, am 17. Juli 1816 Mitglied der belgischen Akademie der Wissenschaften, am 25. November 1826 Mitglied der Königlichen Gesellschaft der Wissenschaften zu Göttingen, am 10. Dezember 1832 Mitglied der Historisch-Theologischen Gesellschaft zu Leipzig, am 30. Januar 1834 Mitglied der Königlichen Gesellschaft für Nordische Altertumskunde in Kopenhagen, am 22. Juli 1837 Mitglied der Académie des sciences morales et politiques, im November 1837 Mitglied ehrenhalber der Archäologischen Gesellschaft Athen und am 14. März 1839 Mitglied des thüringisch-sächsischen Vereins für die Erforschung des vaterländischen Altertums. Seine zweite Amtszeit als Rektor erlebte er 1817, die er 1818 mit der Rede de pulchri amore beendete.

### Autorentätigkeit
1827 hatte van Heusde noch nichts als sein Specimen, seine Gedenkrede über Cornelis Willem de Rhoer und seine akademischen Reden herausgegeben. Außerdem hatte er eine kleine Schrift Diatribe in civitates antiquas verfasst, die in den Memorien der dritten Klasse des Königlichen Instituts der Niederlande steht und seinen Schülern als Leitfaden dienen sollte. 1827 gab Van Heusde den ersten Band seiner Initia philosophiae platonicae heraus. Dieses Werk, das in das Studium des Platon einführen sollte, erschien in zeitlichen Zwischenräumen, und dem lateinischen Spruch des Horaz (Ars poetica. Vers 388) nonum prematur in annum („bis ins neunte Jahr werde sie zurückgehalten“) gemäß wurde es erst 1837 vollendet. Unterdes beschäftigte ihn die große Angelegenheit des neunzehnten Jahrhunderts – so nannte er später den öffentlichen Unterricht lebhaft –, während er zugleich immer mehr darum bemüht war, in die Gedanken Platons einzudringen. Er hielt es für seine Aufgabe, über den Unterricht etwas herauszugeben, nämlich seine Brieven over den aard en de strekking van’t hoeger Onderwys (Briefe über die Art und den Zweck des höheren Unterrichts), die zweimal ins Deutsche übersetzt wurden. Fast unmittelbar darauf 1828 unternahm er eine Reise in die Schweiz. Als eine Neuausgabe der angeführten Briefe nötig wurde, fügte er daher auch die Schilderung seiner Reiseeindrücke hinzu.
Als einer der Kuratoren der Universität Utrecht, der ihm sehr teuer gewesen war, 1829 starb, schrieb er über ihn, wie früher über De Rhoer, eine Notiz und vereinigte beide Schriften unter dem Titel „lets over de Rhoer en Beaufort“. Als 1831 die Studenten der Utrechter Hochschule zur Verteidigung ihres Heimatlandes zu den Waffen griffen, lagerte die Jägerkompanie, die aus diesen bestand und in der auch ein Sohn von van Heusde diente, in Hilvarenbeek, Nordbrabant. Van Heusde begab sich dorthin, um den Mut der jungen Leute zu entflammen. Bei ihrer Rückkehr in die Heimat aus dem zehntägigen Feldzug ging er ihnen mit zwei seiner Kollegen, die der akademische Senat beauftragt hatte sie zu beglückwünschen, entgegen. Die Reden, die er zu diesem Anlass hielt, erschienen zusammen. 1836 beging die Universität Utrecht ihr Jubiläum. Als amtierender Rektor der Hochschule sollte Jodocus Heringa Eliza’s zoon eine Gelegenheitsrede halten. Da dieser jedoch erkrankte, wurde Heusde beauftragt jene Rede zu halten, die in lateinischer Sprache die Beziehung zwischen den Wissenschaften und Künsten unter dem Titel de communi artium doctrinarumque vinculo zum Gegenstand hatte.
Van Heusde begann hierauf eine Arbeit, die das Resultat vieljähriger Studien enthalten sollte, von der indes nur ein Teil veröffentlicht wurde. Dieses Werk hieß De Socratische School of wysgeerte voor de negentiende eeuw (auch in Deutsch erschienen unter dem Titel: Die socratische Schule oder Unterweisungen für das neunzehnte Jahrhundert.). Drei Bände sind erschienen, der vierte erschien nach seinem Tod und war später umstritten. In dieser Sokratischen Schule hatte Van Heusde angestrebt, einen Plan einer Enzyklopädie nach den Prinzipien der platonischen Philosophie zu entwerfen. Die beiden ersten Bände umfassen die Künste und Wissenschaften und behandeln umständlich ihre gemeinschaftlichen Beziehungen und ihren Zweck. Der dritte Band enthielt eine Sprachphilosophie, der vierte die Metaphysik. Während er damit beschäftigt war, veröffentlichte er auch Briefe über die Methode des Studiums der Philosophie in den Niederlanden. Sie erschienen unter dem Titel Over de Beoefening der wysgeerte vooral in onze tyden en in ons vaderland. Seine letzte Arbeit behandelte das große Triumvitat der alten Welt, Sokrates, Platon und Aristoteles und trug den Titel Principum philosophorum characterismi. Es wurde erst nach seinem Tod durch seinen Sohn veröffentlicht.

### Lebensende
Mit zunehmendem Alter stellten sich bei van Heusde auch gesundheitliche Mängel ein. Diese versuchte er auf Sommerreisen in die Schweiz zu kurieren. Auf seiner letzten Reise wurde er durch einen Fieberanfall einen Tag in Basel und einen Tag in Bern aufgehalten. In Genf speiste er in einem überhitzten Zimmer eines Gasthofs und setzte sich später auf den Balkon um sich abzukühlen. Dies führte zu einer weiteren Erkrankung, er verspürte starkes Seitenstechen. Bevor ihm geholfen werden konnte, verstarb er im Kreis seiner mitgereisten Familie. Sein Leichnam wurde in aller Stille in die Niederlande überführt und am 14. August desselben Jahres im Familiengrab des Dorfes De Bilt beigesetzt.

## Bedeutung
Als Historiker der philosophischen Klassiker war van Heusde weder Schöpfer eines neuen philosophischen Systems noch Anhänger eines anderen. Von Streitschriften hielt er nichts, dennoch vertrat er die philosophischen Ansichten von Johann Gottfried Herder und Johann Gottlieb Fichte, während ihm die Ansichten von Immanuel Kant zu spekulativ vorkamen. Er hatte sich vor allem um Platon bemüht, womit er als Platoniker, der die Sokratische Schule als die Philosophie für das neunzehnte Jahrhundert verstand, in die Geschichtsbücher einging.  Heusde hatte in seinen Vorlesungen eine Methode praktiziert, die auf der stufenweisen Entwicklung der Menschheit aufbaut. Ganz aus seinem traditionellen Verständnis reflektierte er die Sokratische Schule als die Philosophie für das neunzehnte Jahrhundert.
Er verlangte für die Philosophie guten gesunden Verstand und Prinzipien, die nicht gegen die Theologie verstießen, und meinte für die niederländische Entwicklung der Philosophie seien am geeignetsten die Klassiker, namentlich Platon, sodass die neueren Spekulationen, die nur zu Ungereimtheiten führten, keinen Boden in Holland finden konnten. So regte er besonders zum Studium der klassischen Philosophie in Holland an. Entschiedener Gegner von Heusdes philosophischen Gedanken war Jacob Nieuwenhuis (1777–1857), der die Common-Sense-Philosophie von Heusde bestritt. Dennoch war die Anzahl derer, die seine Schule durchlaufen hatten, groß. Daher übte er auch durch seine Schüler Wirkung aus. Genannt seien hier auf philosophischem Gebiet sein Sohn Johann Adolf Karl van Heusde, Jan Gerrit Hulleman (1815–1862), Arnoldus Ekker (1799–1879) und Antonie van Goudoever (1785–1857).
Wesentliche Grundlagen legte er auch auf theologischem Gebiet und wird als Ideengeber der Groninger theologischen Schule des 19. Jahrhunderts angesehen. Von seinen Studenten, die sich später theologisch betätigten, sollen hier daher Barthold Reinier de Geer (1791–1840), Louis Gerlach Pareau (1800–1866), Wilhelm Muurling (1805–1882), Johann Frederik van Oordt (1794–1852), Syvert Hendrik Koorders (1796–1866), Herman Gerrit Jacobus van Doesburgh (1800–1874) und Petrus Hermanus Hugenholtz (1796–1871) angeführt werden.

## Familie
Heusde hatte am 19. Juni 1806 in Leiden Charlotte Marie Anna Pompeijra (* 17. August 1767 in Hulst; † 7. Juli 1850 in Utrecht) geheiratet. Sie war die Tochter des Oberstleutnants Jaques Pompeyra (* 1. Mai 1729 in Rotterdam; † 8. April 1795 ebenda) und Aaltje (Alida) Heeres († 12. Januar 1807 in Rotterdam) und stammte aus einem Hugenottengeschlecht. Von seinen Kindern sind drei Töchter und drei Söhne bekannt. Cornelia Catharina van Heusde (um Juni 1809 – 16. September 1810 in Leiden), Johann Adolf Karl van Heusde (* 26. Mai 1812 in Utrecht; † 16. November 1878 in Den Haag), Charles Willem van Heusde (* 6. August 1814; † 5. November 1878 in Bloemendaal), Andreas Cornelis van Heusde (* 21. März 1816 in Utrecht; † 24. Februar 1899 in Utrecht), Cornelia Charlotta van Heusde (* 7. November 1817 in Utrecht; † 28. Juli 1895 in Utrecht), die am 16. März 1853 in Groningen mit dem Professor Jacques Adolphe Charles Rovers verheiratet war, und Adelaide Jacqueline van Heusde (* 2. Februar 1822 in Utrecht; † 6. März 1909 Utrecht).

## Werke (Auswahl)
- Specimen criticum in Platonem. 1803 (Online)
- Oratio de antiqua eloquentia cum recentiore comparata. 1805 (Online)
- Diatribe in civitates antiquas. 1817 (Online)
- Disputatio inauguralis de antiqui juris principiis in excolenda jurisprudentia romana constanter servatis. 1817
- Oratio de pulcri amore. 1819
- C. W. de Rhoer, gekenschetst, bijzonder als geschiedkundige. 1821
- Brieven over den aard en de strekking van hooger onderwys. 1829 (Online), 1835 (Online), 1857 (Online, Online), In Deutsch: Briefe über die Natur und den Zweck des höhern Unterrichts. 1830 (Online)
- Herinneringen aan Willem Hendrik de Beaufort, bij gelegenheid der opening van de algemeene vergadering des Utrechtschen Genootschaps den 26 junij 1829. 1829
- Aanspraken aan de vrijwillige jagers, studenten der Utrechtsche Hoogeschool. 1831 (Online)
- Bibliothecae Rheno-Trajectinae Catalogus. 1835 1. Bd. (Online, Online); 1834 2. Bd. (Online, Online)
- De Socratische School of wijsgeerte voor de negentiende eeuw. 1834, 1. Bd., (Online); 1835 2. Bd., (Online); 1. u. 2. Bd. (Online); 1837 3. u. 4. Bd. (Online); In Deutsch: Die Socratische Schule oder, Philosophie für das neunzehnte Jahrhundert. Verlag Ferdinand Enke, Erlangen, 1838 Bde. 1–2 (Online); 1. Bd. (Online); 2. Bd. (Online); 1. u. 2. Bd. (Online);
- Initia philosophiae platonicae. Johann Altheer, Utrecht, 1827, 1. Bd., (Online); 1831, 2. Bd. (Online, Online); 1831, 3. Bd. (Online); 1831, 4. Bd. (Online); 1836, 5. Bd. (Online, Online);
- Oratio de naturali artium et doctrinarum conjunctione. 1836
- Philosophie. Versuche philosophischer Forschungen in den Sprachen zur Beantwortung der Fragen: Wie gelangt der Mensch zu Warheit? Wie gelangt er zu Tugend? Wie sollen wir einst zu Weisheit gelangen? 1838 (Online, Online)
- Socrates. Johannem Müller, Amsterdam 1839 (Online)
- Characterismi Principum Philosophorum veterum, Socratis, Platonis, Aristotelis. 1839 (Online)
- De school von Polybius. 1841 (Online)